# Malattia ossea metabolica
La malattia ossea metabolica è un termine generico che si riferisce alle anomalie delle ossa causate da un ampio spettro di patologie.
Frequentemente questi disturbi sono causati da anomalie dei minerali come calcio, fosforo, magnesio o vitamina D che portano a gravi condizioni cliniche comunemente reversibili una volta che il problema di base è stato trattato. Questi disturbi devono essere differenziati da un gruppo più ampio di disordini genetici ossei anche se potrebbe esserci una sovrapposizione. Ad esempio, l'ipofosfatemia genetica o ereditaria può causare l'osteomalacia, una malattia ossea metabolica. Sebbene attualmente non vi sia alcun trattamento per la condizione genetica, la sostituzione del fosfato spesso migliora la condizione.
Alcune condizioni considerate malattie ossee metaboliche sono l'osteoporosi, l'osteopenia, l'osteomalacia la malattia ossea di Paget.